# Dicopomorpha echmepterygis
Dicopomorpha echmepterygis är en stekelart som beskrevs av Edward L. Mockford 1997. Dicopomorpha echmepterygis ingår i släktet Dicopomorpha och familjen dvärgsteklar. Inga underarter finns listade i Catalogue of Life.

## Bildgalleri

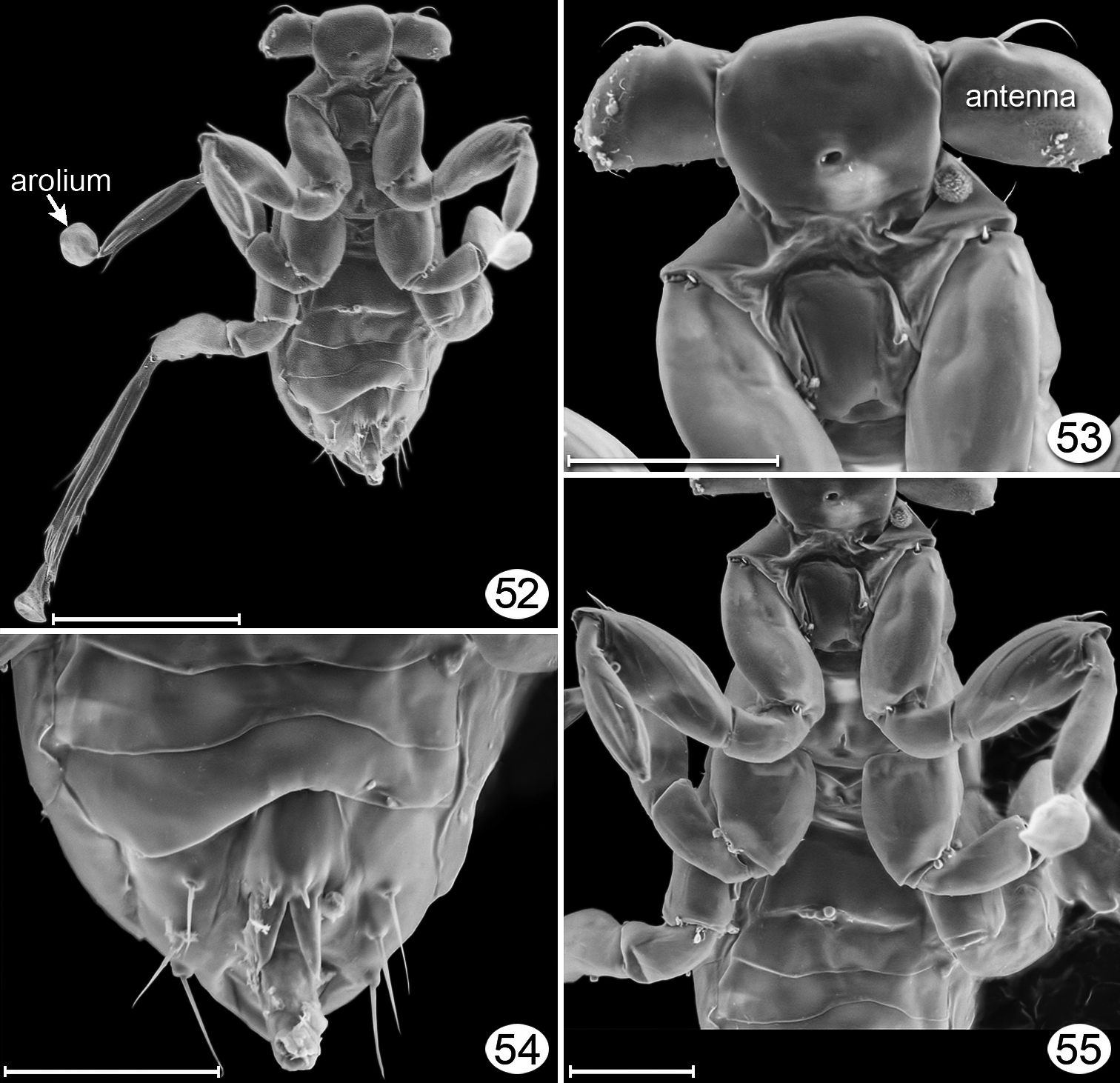